# Az oroszlán, a tulok és a szamár
Az oroszlán, a tulok és a szamár 1963-ban bemutatott magyar rajzfilm, amely Aiszóposz meséje alapján készült. Az animációs játékfilm rendezője Szabó Szabolcs. A forgatókönyvet Somogyi Pál és Várnai György írta, a zenéjét Kincses József szerezte. A mozifilm a Pannónia Filmstúdió gyártásában készült.

## Alkotók
- Rendezte és tervezte: Szabó Szabolcs
- Írta: Somogyi Pál, Várnai György
- Zenéjét szerezte: Kincses József
- Operatőr: Harsági István
- Hangmérnök: Bélai István
- Vágó: Czipauer János
- Gyártásvezető: Bártfai Miklós, László Andor

Készítette a Pannónia Filmstúdió.